# Arthur E. Raymond
Arthur Emmons Raymond (Boston, 24 marzo 1899 – Santa Monica, 22 marzo 1999) è stato un ingegnere aeronautico statunitense.

## Biografia
Cresciuto a Pasadena, California, era figlio di Walter Raymond, proprietario del Raymond Hotel, un punto di riferimento per l'élite dell'epoca. Ispirato da un volo su un dirigibile sopra Los Angeles all'età di 15 anni lo portò a sperimentare con la fotografia aerea utilizzando una macchina fotografica montata su un pallone vincolato e su un aquilone di 3,6 metri.
Dopo essersi diplomato alla Pasadena High School nel 1917, frequentò la Harvard University, laureandosi con un Bachelor of Arts.Successivamente, ottenne un Master in Ingegneria Aeronautica al Massachusetts Institute of Technology (MIT) nel 1921.
Nel 1925, Raymond iniziò a lavorare alla Douglas Aircraft Company come metalmeccanico, l'unico posto disponibile. Quando Donald W. Douglas cercò un ingegnere brillante, il MIT suggerì Raymond, che fu rapidamente promosso nel dipartimento di ingegneria dell'azienda. Nel 1932, la compagnia aerea Transcontinental and Western Airlines (TWA) chiese a Douglas di progettare un nuovo aereo passeggeri. Raymond, allora capo ingegnere, guidò il progetto che portò alla creazione del DC-1, il primo aereo commerciale completamente in metallo.
Il successo del DC-1 portò allo sviluppo del DC-2, un aereo più grande e più veloce. Successivamente, Raymond progettò il DC-3, un aereo con una fusoliera più ampia e una capacità aumentata, che divenne il primo aereo commerciale a generare profitti esclusivamente dal trasporto passeggeri, senza dipendere dal trasporto di posta.
Raymond continuò a lavorare alla Douglas, contribuendo alla progettazione di altri aerei come il DC-4, il DC-6 e il DC-8.
Nel 1946, propose la creazione della Rand Corporation, un centro di ricerca e sviluppo per affrontare le sfide della guerra intercontinentale. Dopo il suo ritiro dalla Douglas nel 1964, divenne consulente per la NASA, supervisionando i contratti esterni per i programmi spaziali Gemini e Apollo fino al 1969.
Raymond ricevette numerosi riconoscimenti, tra cui il National Air and Space Museum Lifetime Achievement Trophynel 1991. Morì il 22 marzo 1999, a due giorni dal suo centesimo compleanno, a Santa Monica, California.